# Dominik Zen
Dominik Zen (Imotski, 10. rujna 1946. – Zagreb, 3. travnja 2018.) je bio hrvatski redatelj dokumentarnih filmova i scenarist, specijalist emisija o prirodi i doajen Hrvatske televizije.

## Životopis
Rođen je 10. rujna 1946. godine u Imotskome. Na Radioteleviziji Zagreb zaposlio se 1968. godine. Autorski opus čini mu više od 400 raznovrsnih televizijskih emisija. Najveća ostvarenja napravio je u Znanstveno-obrazovnome i Dokumentarnome programu Televizije Zagreb. Istaknuta djela su mu Podvizi i sudbine, Ugrožena prirodna baština, Boje Baranje i Kopački rit. Specijalnost su mu bile emisije o prirodi, osobito o životinjama. Hrvatskoj zoologiji pridonio je snimkama hrvatskih životinjskih staništa nikad prije viđenima, a koje je često prikazao u svojim dokumentarnim filmovima. Prinose ostvario također i na drugim temama. Dugo godina bio je u Redakciji narodne glazbe i običaja Televizije Zagreb. Posvetio se posebice glazbenoj tradiciji i običajima. Osim rada na dokumentarnim filmovima, opus ostvario i u televizijskim dramama. Autor je scenarija za tri drame. Ekranizirane su 'Debeli lad i Oko. Autor je radiodrame Mlin i komedije Bogu božje – caru carevo. Umro je 4. travnja 2018. Posljednji ispraćaj bio je 7. travnja na Gradskome groblju Gospe od Anđela u Imotskome.

## Nagrade
Dobitnik brojnih nagrada:
- Prva nagrada na Festivalu Jugoslavenske radiotelevizije (JRT) u Portorožu za dokumentarni film.
- Nagrade Prix Dioklecijan 2003. godine (Lovnikovi zapisi).
- Nagrada na festivalu turističkoga filma u Splitu 2004. godine (More, maslina i loza)
- Nagrada na festivalu turističkoga filma u Splitu 2006. godine (Pismo Barbari).
- Velebitska degenija Hrvatskoga novinarskog društva (HND) za ekološko novinarstvo godine 1999.
- Godišnja nagrada Hrvatske radiotelevizije 2000. godine.
- Spomenica Domovinskog rata za ciklus emisija o ljudima s prve crte bojišta.

## Filmografija

### Glumački rad
- Lidija (1981.)
- Nepokoreni grad kao ustaša (1982.)
- Horvatov izbor kao Katanec (1985.)
- Putovanje u Vučjak kao Katanec (1986. – 1987.)
- Ludi rimski carevi kao Tacit ([

### Ostalo
- Debeli lad - scenarist (1978.)
- Oko - scenarist (1978.)
- Velo misto - asistent režije (1980.)
- Nepokoreni grad - prvi asistent režije (1982.)
- Horvatov izbor - asistent režije (1985.)
- Tuđinac - scenarist (1990.)
- Ecce Homo - scenarist (1992.)
- Vukovar – osvrti i sjećanja, redatelj, (2005.)

## Vanjske poveznice
- Leksikon radija i televizije  Arhivirana inačica izvorne stranice od 4. travnja 2018. (Wayback Machine)
- IMDb
- MojTV